# Aženski Vrh
Aženski Vrh este o localitate din comuna Gornja Radgona, Slovenia, cu o populație de 48 de locuitori.